# Bielitz-Bialaer Sprachinsel

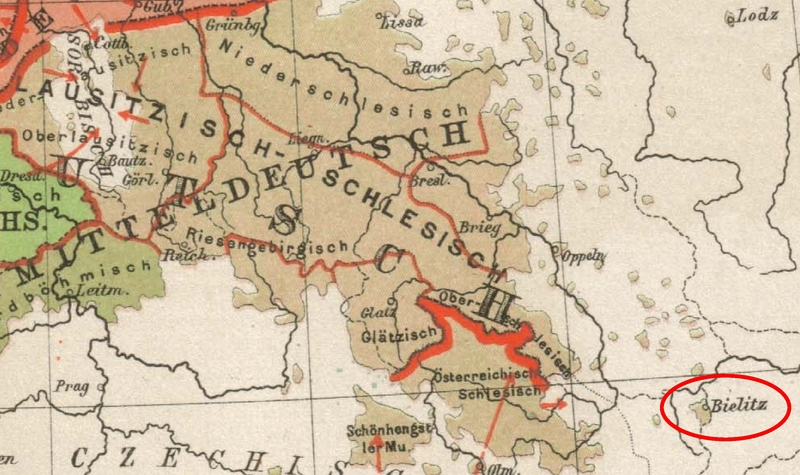
Die Sprachinsel im Brockhaus (1894)

Die Bielitz-Bialaer Sprachinsel (auch Bielitz-Bialer Sprachinsel) war eine schlesische Sprachinsel innerhalb der polnischsprachigen Gebiete an der Grenze von Österreichisch-Schlesien und Galizien.

## Geschichte

### Im Mittelalter

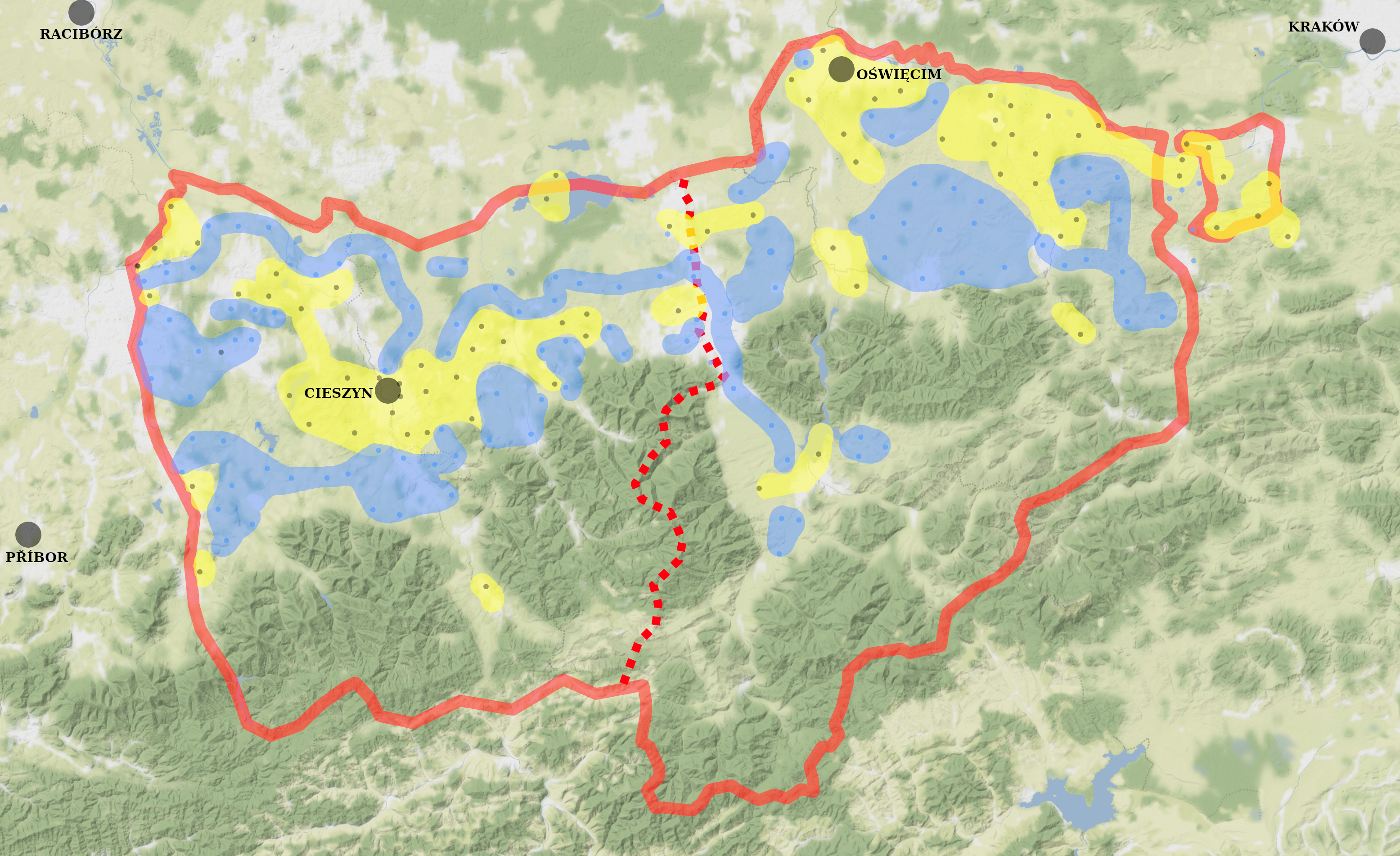
Herzogtum Teschen-Auschwitz unter Mieszko I.
Alte slawische Siedlungskammern
Gebiete der deutschrechtlichen Kolonisation unter Mieszko I.

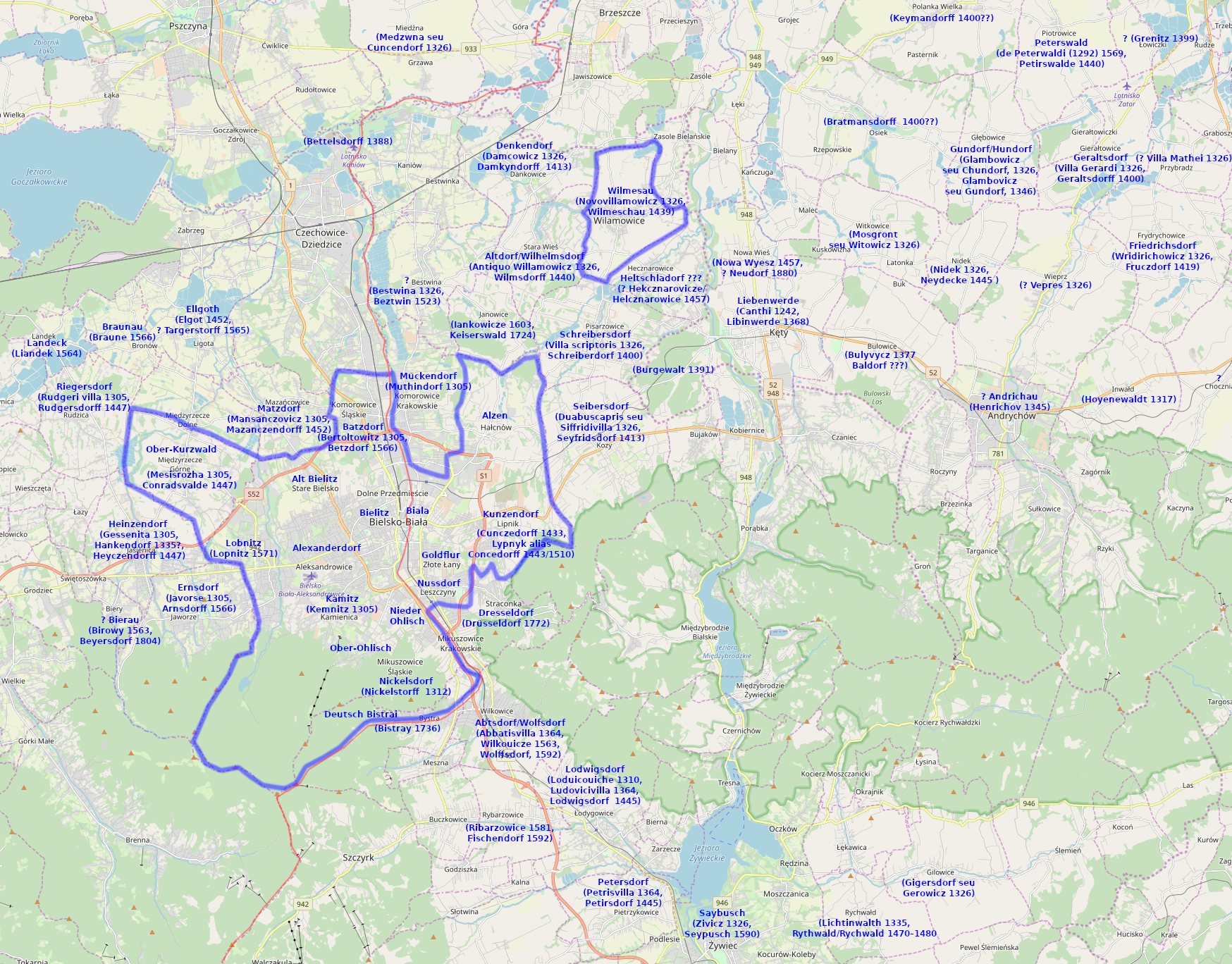
Bielitz-Bialaer Sprachinsel und (möglicherweise) deutsche Siedlungen in der Umgebung

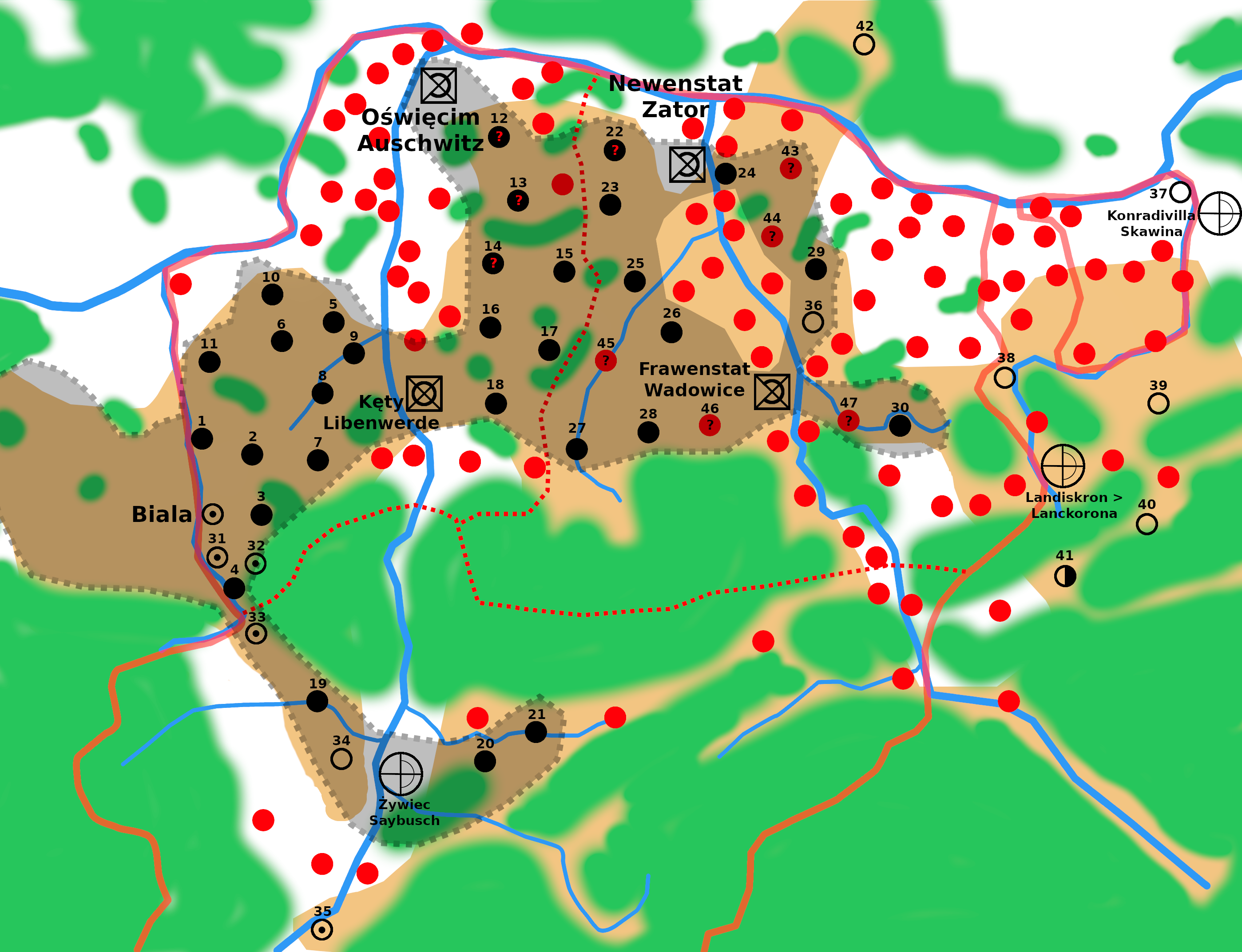
„Maximalistische“ Ausdehnung der deutschen Besiedlung im 15. Jahrhundert nach Kurt Lück

Die Sprachinsel entstand gegen Ende des 13. Jahrhunderts durch eine Besiedlungsaktion von Mesko I. von Teschen entlang des Flusses Biała (dt. Bialka) im damals schwach von Slawen besiedelten Bereich (z. B. Slawischer Burgwall in Altbielitz). Die Siedler kamen wahrscheinlich aus Franken und anderen Regionen des Heiligen Römischen Reichs. Danach folgten andere Wellen der Ostsiedlung, wie im zweiten Quartal des 15. Jahrhunderts, als unter anderem in den slawischen Dörfern die Kolonien Konradiswalde (heute Międzyrzecze Górne bzw. Ober Kurzwald) oder Mazanczendorff (heute Mazańcowice bzw. Matzdorf) entstanden.
Die deutsche Besiedlung betraf das ganze Herzogtum zwischen den Flüssen Ostravitz im Westen und Skawinka im Osten, einschließlich an der Soła und Skawa. Nach den Quellen aus dem frühen 14. Jahrhundert ging es um die größte Häufung von deutschstämmigen mittelalterlichen Ortsnamen im ganzen Oberschlesien. Über die Ausdehnung der geschlossenen deutschen Besiedlung, besonders im Osten, wurde schon im 19. Jahrhundert kontrovers diskutiert. Die „maximale“ Ausdehnung der Sprachinsel östlich von Bielitz im 15. Jahrhundert stellte Kurt Lück in seinem Werk im Jahr 1934 vor. Seine Kriterien waren aber sehr weit und tendenziös gefasst. Laut dem Forscher Gerhard Wurbs erstreckte sich die geschlossene Sprachinsel früher von Jasienica (Heinzendorf), Rudzica (Riegersdorf) und Landek (Landeck) im Westen bis Kęty (Liebenwerde), Nowa Wieś (Neudorf) und Nidek (Niedeck) im Osten.
Politisch gehörte die Sprachinsel ursprünglich zum Herzogtum Teschen, dieses bestand ab 1290 in der Zeit des polnischen Partikularismus. Im Jahre 1315 wurde das Herzogtum Teschen entlang des Flusses Biała geteilt, ebenso die Sprachinsel: Der Teil am linken Ufer blieb im Herzogtum Teschen, der Teil am rechten Ufer kam zum Herzogtum Auschwitz. Seit 1327 standen beide unter der Lehnsherrschaft des Königreichs Böhmen.
Der Verlauf der folgenden Polonisierung bzw. die Ursachen des Verlusts der deutschen Bevölkerung ist angesichts der knappen Quellenbasis schwierig bestimmbar. Das 15. Jahrhundert war sehr unruhig, besonders nach dem Umbruch der Hussitenkriege. Es stieg die Aktivität der Raubritter, was eine Landflucht verursacht haben könnte. Der polnische Forscher der Zwischenkriegszeit Józef Putek bemühte sich zu beweisen, dass die deutschstämmigen Einwohner, besonders das Rittertum, der Klerus und das städtische Patriziat, damals vertrieben oder sogar ermordet wurden. Unter diesen Umständen wurde das Gebiet von Saybusch aus dem Herzogtum Auschwitz ausgegliedert und die Herzogtümer Auschwitz (1457), sowie Zator (1494) von Polen abgekauft. Nach dem Tod des Königs Ludwig II. gelangte dagegen die Krone Böhmens und damit auch Schlesien 1526 an die Habsburger.

### 1526 bis 1772

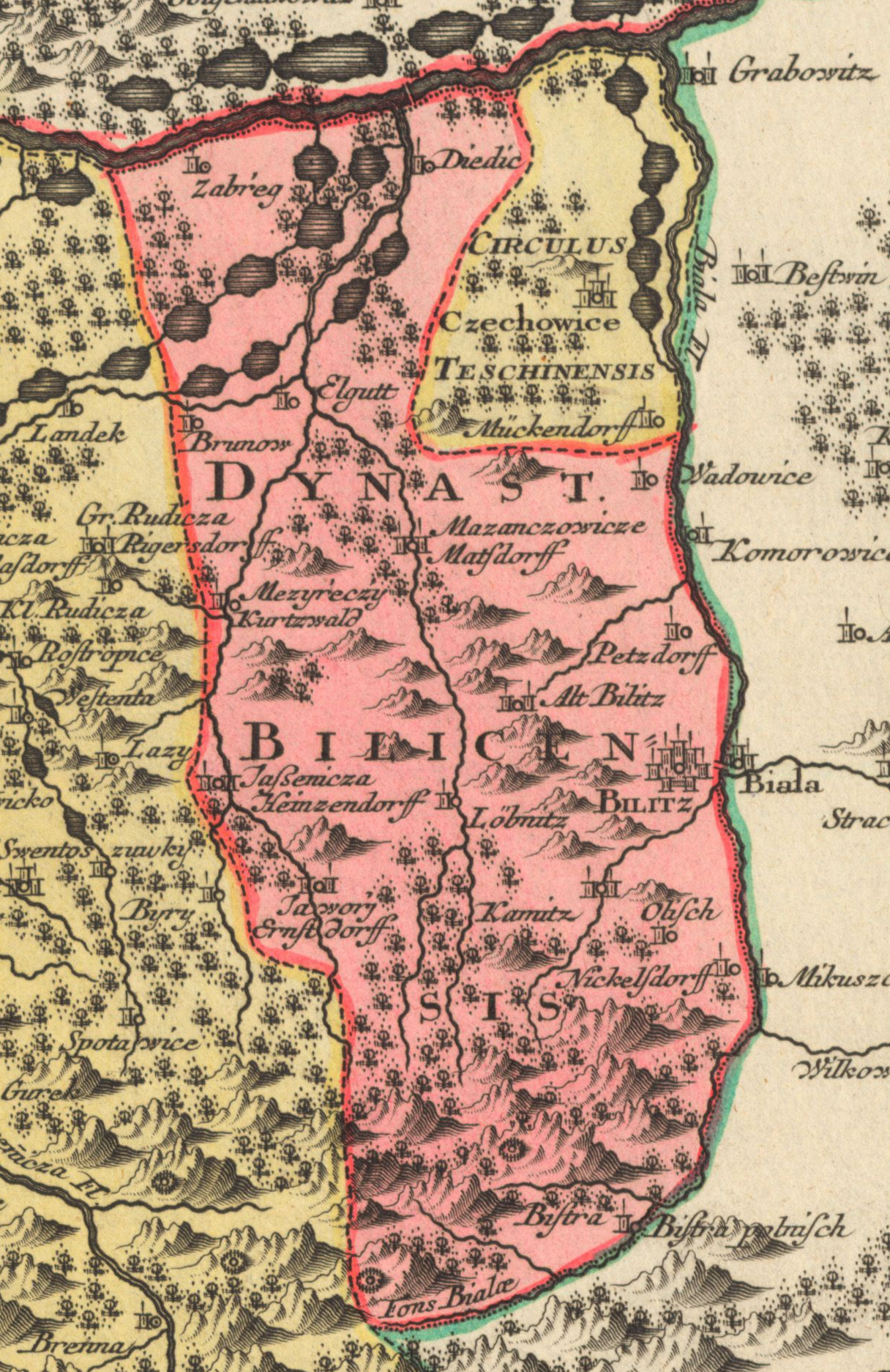
Herzogtum Bielitz

Zur Zeit der Reformation war die deutschsprachige Stadt Bielitz der erste Ort im ganzen Herzogtum Teschen, in dem sich die Lehre von Martin Luther verbreitete, und zwar an der Wende der 1530er und der 1540er Jahre, einige Jahre vor der Volljährigkeit des Herzogs Wenzel III. Adam. In der Mitte des 16. Jahrhunderts wurden in die städtischen Zünfte von Bielitz nur deutschsprachige Mitglieder aufgenommen und die Bielitzer Städtebürger baten den Herzog von Teschen um die Erlaubnis zur Änderung der tschechischen Amtssprache in die deutsche. Etwa um das Jahr 1560 wurde der neue Ort Biała im Königreich Polen von Bielitzer Lutheranern gegründet, später zur Stadt erhoben. Ähnlich entstanden mit unterschiedlichem Anteil deutscher Ansiedler die Dörfer Straconka (Dresseldorf), Leszczyny (Nussdorf), Wapienica (Lobnitz), Olszówka, Landek, Bronów, Bystra. Auch das im 15. Jahrhundert entvölkerte Wilkowice (Wolffsdorf) wurde teilweise von Deutschen wiederbesiedelt. Andere Orte erhielten neue deutschsprachige Nebennamen: Ernsdorf (Jaworze), Fischendorf (Rybarzowice), Targerstorff (Ligota?).
Im Jahr 1572 wurde die Minderstandesherrschaft Bielitz aus dem Herzogtum Teschen ausgegliedert, während auf der polnischen Seite im Jahr 1569 die Herzogtümer Auschwitz und Zator als Kreis Schlesien mit dem Königreich Polen vereinigt wurden.
Die größte lutherische Gemeinde im ehemaligen Herzogtum Auschwitz entstand damals in Lipnik (dt. Kunzendorf). In anderen Orten der Sprachinsel auf der polnischen Seite herrschte jedoch der Calvinismus. Zum Beispiel in Kozy (dt. Seiffersdorf) führte Jakub Gierałtowski im Jahre 1559 in der katholischen Ortskirche den Calvinismus ein. 1658 wurde die Kirche wieder dem römisch-katholischen Glauben zurückgegeben. Unter dem Gutsherrn Jordan wurde die Bevölkerung in Kozy, größtenteils deutschsprachig und reformiert, von der Gegenreformation unterdrückt. Deshalb siedelten mehr als 300 Seiffersdorfer am 25. Mai 1770 über die nahe Weichselgrenze in die preußische Standesherrschaft Pless aus, um dort die kleine deutsche Sprachinsel (Hołdunów und Gać) zu gründen.
Die bischöflichen Visitationen im Bistum Breslau in der zweiten Hälfte des 17. Jahrhunderts bestätigten die Dominanz der deutschen Sprache in Bielitz. Diese Quelle ist die erste, die die sprachliche Situation im weiter gefassten Bereich zu rekonstruieren ermöglichte. Mehrheitlich deutschsprachig waren auch am wahrscheinlichsten Bertoldowice/Batzdorf und Wapienica. Sprachlich gemischt waren Bronów/Brauna, Komorowice Bielskie/Mückendorf, Jasienica/Heinzendorf, Jaworze/Ernsdorf, Lande(c)k, Ligota/Elgot, Międzyrzecze/Kurzwald, Mikuszowice/Nikelsdorf, Rudzica/Riegersdorf, Mazańcowice/Matzdorf. Interessanterweise waren Kamienica sowie die kleinen Dörfer Olszówka Dolna und Olszówka Górna polnischsprachig.

### 1772 bis 1945

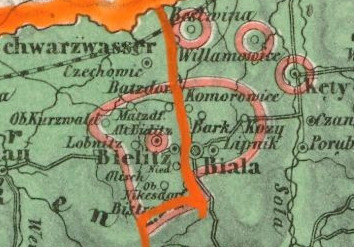
Die Sprachinsel auf der ethnographischen Karte der Österreichischen Monarchie von Karl von Czoernig-Czernhausen (1855). Mit Ausnahme von Alt-Bielitz umrahmt dargestellt, was eine sprachlich gemischte, teilweise polnische Bevölkerung symbolisiert.

Bei der Ersten Teilung Polens kam der polnische Teil 1772 zum neuen Königreich Galizien und Lodomerien des habsburgischen Kaiserreichs (ab 1804). Die Sprachinsel wurde danach nur durch die administrative Grenze zwischen dem Teschner Kreis (ab 1850 Bezirk Bielitz) im Kronland Schlesien und dem Kreisdistrikt Biala (ab 1850 Bezirk Biała) in Galizien getrennt und formierte zunehmend eine gemeinsame gesellschaftlich-wirtschaftliche Einheit. Nach 1772 war die polnische Sprache und Kultur besonders im galizischen Teil der Sprachinsel auf dem Rückzug. Im frühen 19. Jahrhundert begann die Industrialisierung und demographische Entwicklung. Bielitz und Biala wurden zum dritten Zentrum der Textilindustrie Österreichs neben Brünn und Reichenberg.
In der Beschreibung Teschener Schlesiens von Reginald Kneifl im Jahr 1804 war Bielitz die einzige Stadt, wo durchaus deutsch gesprochen wurde. Außerdem dominierte die deutsche Sprache in Alt Bielitz, Batzdorf (jedoch in Komorowice wurde nur Polnisch gesprochen), Alexanderfeld, Kamitz und Lobnitz. Kurzwald, Franzfeld (eine neue Kolonie zwischen Nieder Kurzwald und Ligota), Nikelsdorf, beide Ohlisch und Bistrai waren sprachlich gemischt.
Mit der Zunahme nationaler Bewegungen in der Revolution 1848/49 waren Bielitz und Biala Bastionen der Deutschliberalen Partei dank ihrer charismatischen Hauptaktivisten Karl Samuel Schneider (1848 bis 1870) und Theodor Karl Haase, die die Wahlen in den Bielitzer Wahlbezirken der dritten Kurie (der Kurie der Städtebürgerschaften im damaligen Dreiklassenwahlrecht) dominierten. Ihre Dominanz wurde in Bielitz und Biala nie bedroht, auch nicht nach der Gründung des deutschnationalistischen „Deutschen Vereins“ im Jahr 1870 in Bielitz (von Rudolf Blitzfeld) und Biala. Jedoch fand dieser Verein hunderte Anhänger (in Bielitz um 200) unter den jüngeren Mitgliedern der intellektuellen Elite beider Städte und in den 1870er Jahren formulierte er die Forderung zur Ablösung der mehrheitlich deutschsprachigen galizischen Gemeinden aus dem ab 1867 autonomen Galizien, um sie Österreichisch-Schlesien anzugliedern und die dortige politische Dominanz der deutschen Bevölkerung zu verstärken.

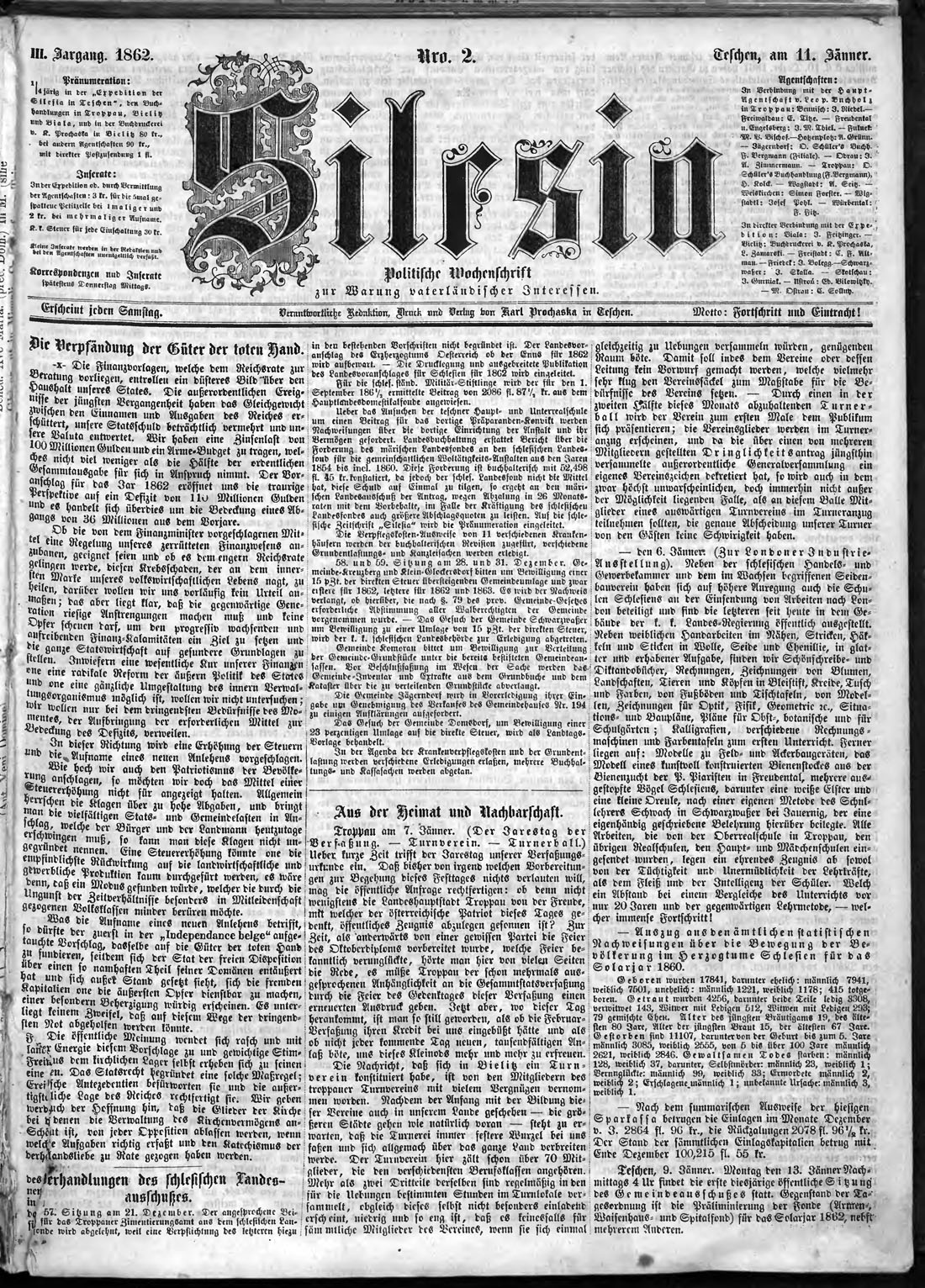
Zeitung Silesia, ab 1862 die beliebteste Zeitung in der Sprachinsel

Der Anteil der „einheimischen“ Bielitzer sank von 59,1 Prozent im Jahr 1880 auf 31,6 Prozent im Jahr 1890, jedoch verhinderte die Verwaltung der Stadt mit Erfolg die Massenansiedlung polnischer Arbeiter, gleichzeitig die Ansiedlung Wohlhabender aus dem deutschsprachigen Raum fördernd. Die eingewanderten Polen und Juden assimilierten sich oft in die deutsche Kultur, worin sie einen sozialen Aufstieg sahen. Die deutsche Sprache in Bielitz bestand bei 4/5 der Bewohner in den Volkszählungen der Jahre 1880 bis 1910 fort. Ein Dutzend der polnischsprachigen Bewohner kamen vorwiegend aus den seit Generationen ansässigen Familien.
Gegen Ende des 19. Jahrhunderts war das politische und nationale Bewusstsein aller Fraktionen schon erwacht und die Sprachinsel bestand aus dreizehn Gemeinden:
| Gemeinden                                                                  | Gemeinden | Anteil (%) der deutschsprachigen Einwohner bzw. Deutschen (1921) | Anteil (%) der deutschsprachigen Einwohner bzw. Deutschen (1921) | Anteil (%) der deutschsprachigen Einwohner bzw. Deutschen (1921) | Anteil (%) der deutschsprachigen Einwohner bzw. Deutschen (1921) | Anteil (%) der deutschsprachigen Einwohner bzw. Deutschen (1921) | Anteil (%) der deutschsprachigen Einwohner bzw. Deutschen (1921) |
| -------------------------------------------------------------------------- | --------- | ---------------------------------------------------------------- | ---------------------------------------------------------------- | ---------------------------------------------------------------- | ---------------------------------------------------------------- | ---------------------------------------------------------------- | ---------------------------------------------------------------- |
| Name                                                                       | Provinz   | 1880                                                             | 1890                                                             | 1900                                                             | 1910                                                             | 1921                                                             | 1943                                                             |
| Stadt Bielsko (Bielitz)                                                    | Schlesien | 86.5                                                             | 80.7                                                             | 84.3                                                             | 84.3                                                             | 61.9                                                             | 72                                                               |
| Stadt Biała (Biala)                                                        | Galizien  | 74.5                                                             | 74.9                                                             | 78.2                                                             | 69.4                                                             | 27.5                                                             | zu Bielitz                                                       |
| Stadt Wilamowice (Wilmesau)                                                | Galizien  |                                                                  |                                                                  | 67.0                                                             | 66.0                                                             | 1.4                                                              | 74                                                               |
| Dorf Aleksandrowice (Alexanderfeld)                                        | Schlesien | 84.4                                                             | 77.3                                                             | 87.3                                                             | 86.2                                                             | 70.9                                                             | zu Bielitz                                                       |
| Dorf Bystra Śląska (Deutsch Bistrai)                                       | Schlesien | 76.9                                                             | 73.3                                                             | 64.2                                                             | 51.7                                                             | 45.4                                                             | 51                                                               |
| Dorf Hałcnów (Alzen)                                                       | Galizien  |                                                                  |                                                                  | 74.4                                                             | 77.0                                                             | 66.3                                                             | 74                                                               |
| Dorf Kamienica (Kamitz) mit Olszówka Górna (Ober-Ohlisch)                  | Schlesien | 90.0                                                             | 89.5                                                             | 87.1                                                             | 92.3                                                             | 76.4                                                             | keine Daten                                                      |
| Dorf Komorowice Śląskie (Batzdorf)                                         | Schlesien | 54.0                                                             | 47.5                                                             | 49.4                                                             | 75.4                                                             | 15.5                                                             | 56                                                               |
| Dorf Lipnik (Kunzendorf) mit Leszczyny (Nussdorf)                          | Galizien  |                                                                  |                                                                  | 67.7                                                             | 57.0                                                             | 29.9                                                             | 46                                                               |
| Dorf Międzyrzecze Górne (Ober-Kurzwald)                                    | Schlesien | 62.0                                                             | 64.8                                                             | 62.4                                                             | 66.5                                                             | 68.7                                                             | 67                                                               |
| Dorf Mikuszowice Śląskie (Nickelsdorf) mit Olszówka Dolna (Nieder-Ohlisch) | Schlesien | 85.9                                                             | 79.4                                                             | 83.6                                                             | 82.9                                                             | 73.7                                                             | keine Daten                                                      |
| Dorf Stare Bielsko (Alt-Bielitz)                                           | Schlesien | 86.2                                                             | 84.7                                                             | 89.4                                                             | 91.9                                                             | 81.3                                                             | 81                                                               |
| Dorf Wapienica (Lobnitz)                                                   | Schlesien | 90.2                                                             | 66.1                                                             | 75.1                                                             | 77.6                                                             | 82.3                                                             | 82                                                               |

1. ↑  Überdies war die Mehrheit der Juden in Bielitz deutschsprachig.

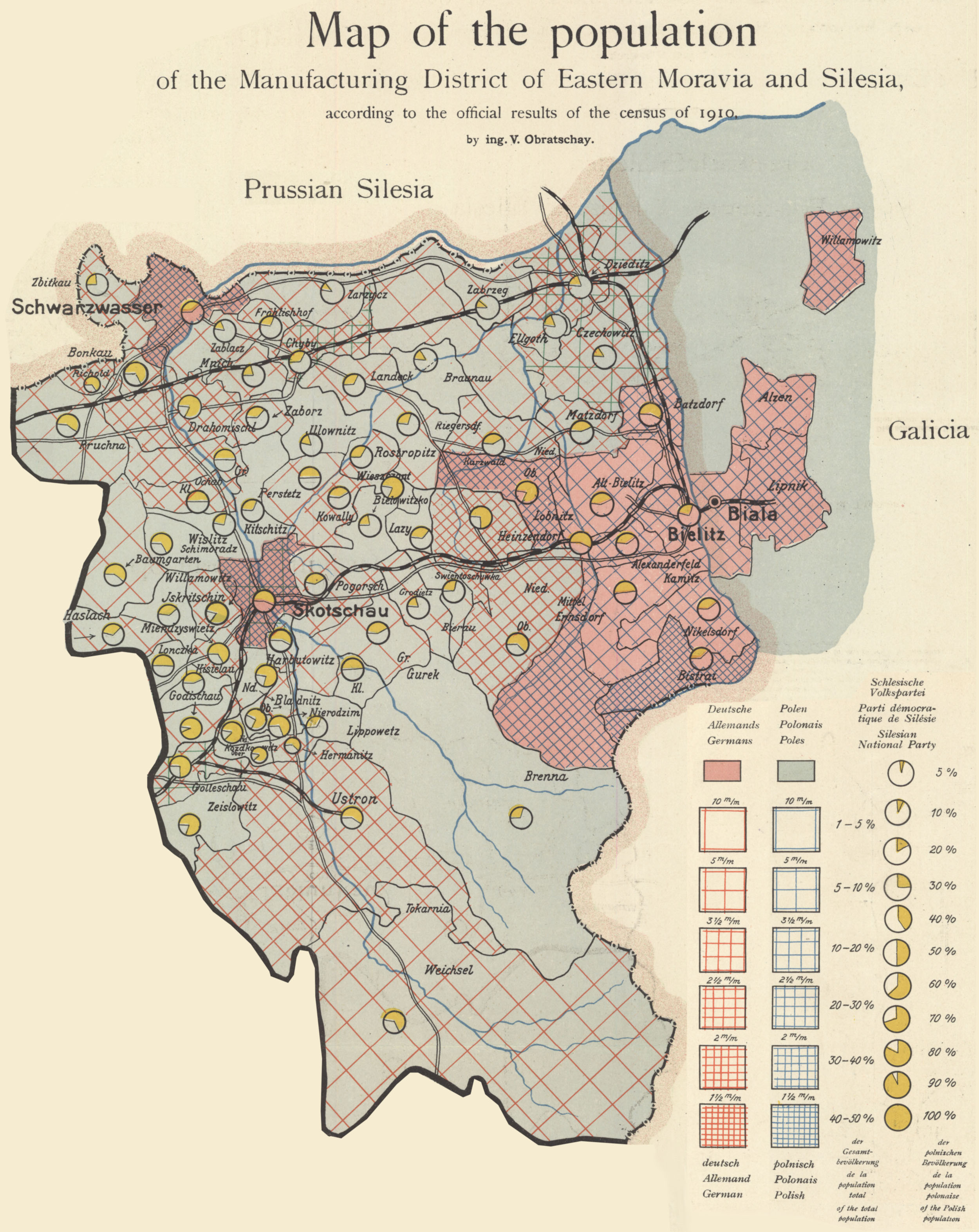
Mehrheitlich deutschsprachige Gemeinden im Jahr 1910

Derzeit sind alle, mit drei Ausnahmen (Wilamowice, Międzyrzecze Górne und Bystra) Stadtteile von Bielsko-Biała. Drei andere Stadtteile am rechten Ufer des Flusses Biała – Komorowice Krakowskie (Mückendorf), Mikuszowice Krakowskie (Mikuschowitz) sowie Straconka (Drösseldorf) – waren ursprünglich wahrscheinlich auch deutsch, aber im 19. Jahrhundert wurden sie polnisch. Größere deutschsprachige Minderheiten gab es zudem im Jahr 1910 in den überwiegend polnischen Dörfern Jasienica (Heinzendorf) (22,8 Prozent), Dziedzice (Dziedzitz) (11,4 Prozent), Jaworze (Ernstdorf) (10,4 Prozent), Mazańcowice (Matzdorf) (9,1 Prozent) und Czechowice (Czechowitz) (9 Prozent).
Die sprachlichen Beziehungen im damaligen Biała (und Lipnik) waren komplizierter, als im fast ausschließlich kulturell deutschen Bielitz (einschließlich der überwiegend deutschsprachigen Juden). Infolge des Österreichisch-Ungarischen Ausgleichs 1867 wurde ihr auch in Galizien eine größere Autonomie eingeräumt. Bereits 1866 wurde Polnisch zur Amtssprache erhoben, was einige Spannungen verursachte. Am Ende des 19. Jahrhunderts war etwa 1/3 der Einwohner bewusst nationaldeutsch, 1/3 polnisch, die übrigen, hauptsächlich slawischer Herkunft, deklarierten ihre Umgangssprache bzw. Nationalität wechselnd. Die Polen assimilierten sich jedoch in Biala auch gern, wie z. B. der in einer polnischen Familie geboren Erwin Hanslik, dessen Identität deutsch wurde, der im Jahr 1909 das berühmte Buch Biala, eine deutsche Stadt in Galizien: Geographische Untersuchung des Stadtproblems schrieb. Die nun einsetzende, fortschreitende Polonisierung der Stadt bewog die städtische Verwaltung zum Ablösungversuch der deutschen galizischen Gemeinden in den Jahren 1879 und 1916, um sie Österreichisch-Schlesien anzugliedern. Im Jahr 1903 wurde das deutsche Museum in Biala geplant, unter anderem, um Erinnerungen der „großen deutschen Sprachinsel von der Biała (dt. Bialka) bis zur Skawa“ zu sammeln. Nach Angaben der Stadtverwaltung von Biala umfasste die mittelalterliche Sprachinsel 25 Orte, die von der polnischen Verwaltung des Bistums Krakau angeblich zwangsweise polonisiert würde, was große Empörung in polnischen Zeitungen erregte. Wegen des Männerwahlrechts machten Deutsche im Bezirk Biala mindestens 50 Prozent der Bezirksratsmitglieder aus und der Bezirksrat beriet auf Deutsch. Polnische Ratsmitglieder erlangten erst im Jahre 1909 die knappe Mehrheit. Im Jahr 1916 veröffentlichte Gerhard Seeliger das Buch Das Deutschtum in den Westbeskiden und die Herzogtümer Auschwitz und Zator, das die These der Erhaltung des „deutschen Charakters“ der ehemaligen schlesischen Herzogtümer in den 16. bis 18. Jahrhunderten vorstellte. Im nächsten Jahr folgte der letzte Versuch der Vorbeugung der Angliederung des Gebiets an Polen durch die Behauptung historischer deutscher Dominanz in der Region von den örtlichen nationalistischen Deutschen.

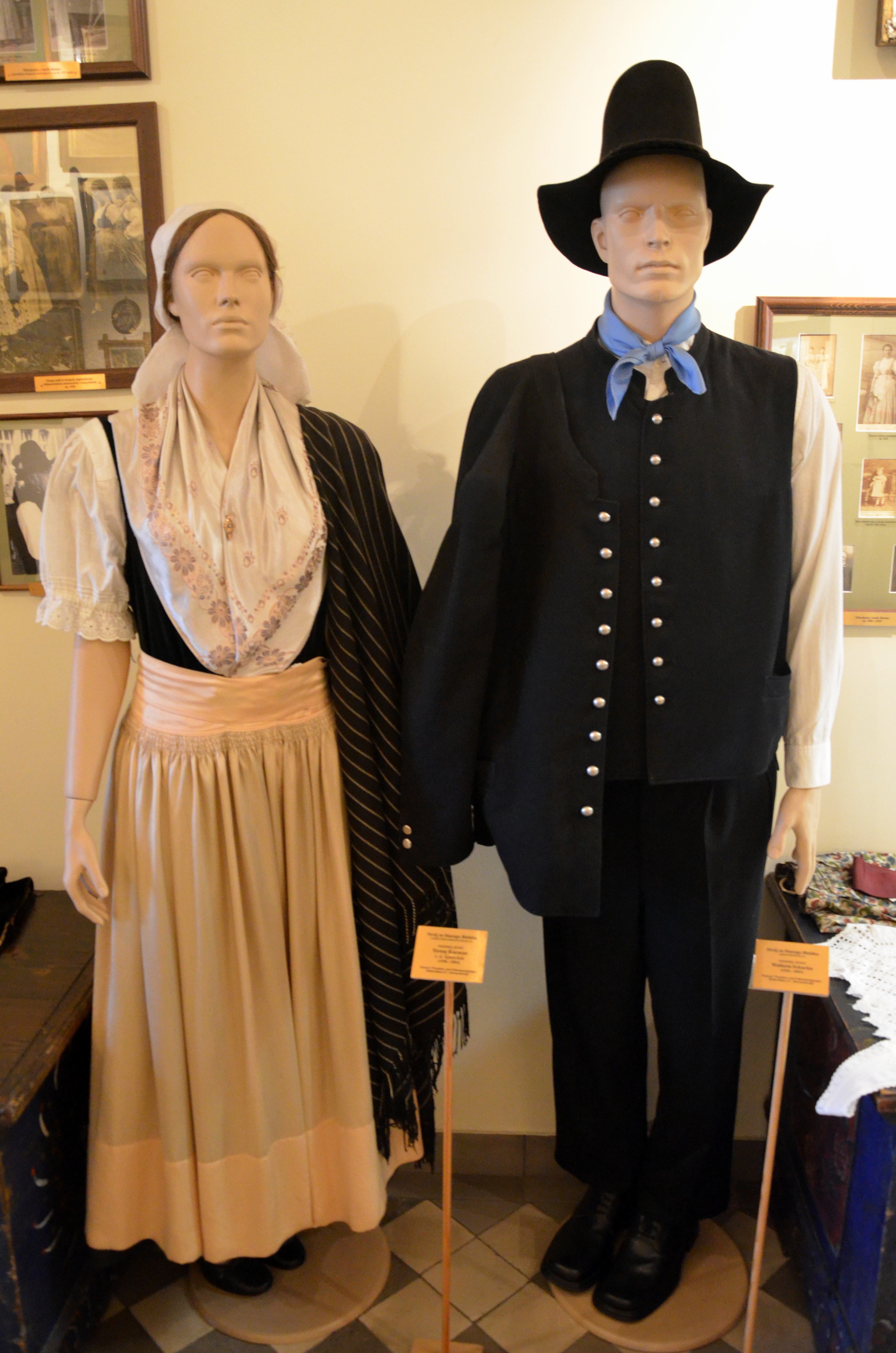
Die Tracht der deutschen Bielitzer um 1900

Zu dieser Zeit verging die Folklore der Sprachinsel. Die traditionelle Tracht, die gemäß vielen Forschern eine Variante der lachischen Tracht war, wich im frühen 20. Jahrhundert der allgemeinen städtischen Kleidung und auf dem Lande wurde auch die Tracht der Teschener Walachen populär, im schlesischen sowie im galizischen Teil der Sprachinsel.
Die Sprachengemisch im Bezirk Bielitz spiegelte sich unter den Abgeordneten der Schlesischen Wahlbezirke wider. Acht deutschsprachige Gemeinden gehörten nicht zum Wahlbezirk Schlesien 14, sondern zum Wahlbezirk Schlesien 10. Die Gemeinden zwischen Czechowice-Dziedzice und Brenna, vom Bund der schlesischen Katholiken beherrscht, wurden oft von Bielitzer Deutschen der verfluchte polnische Winkel genannt, weil sie die Sprachinsel von dem protestantischen und deutschfreundlichen Gebiet um Skoczów (Skotschau) und Strumień (Schwarzwasser) abtrennten. Gleichzeitig wurden die deutschen Bewohner der Städte Skotschau, Schwarzwasser und Teschen, oft slawischer Herkunft, als national unzuverlässig bezeichnet.

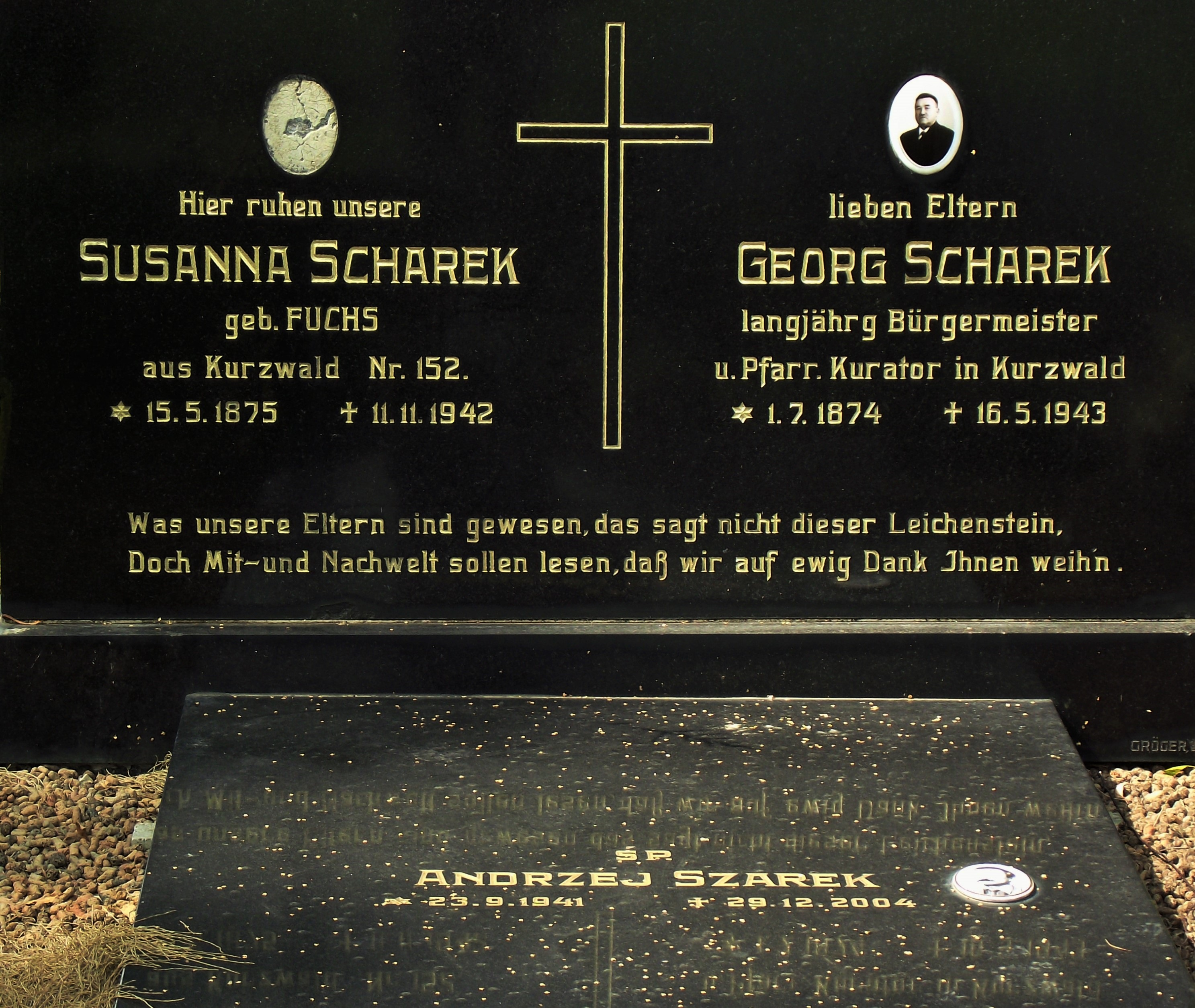
Grabstein in Międzyrzecze Górne (Ober Kurzwald)

Am Ende des Ersten Weltkriegs erhoffte die deutsche Bevölkerung den Verbleib in Deutschösterreich, wurde aber Teil Polens. In der Zwischenkriegszeit blieb Bielitz ein wichtiges Zentrum der Deutschen in Polen und wurde klein Berlin genannt. Die polnischsprachigen Straßenzeichen erschienen erst im Jahr 1929. Eine ganz andere Stimmung herrschte in Wilamowice, wo die Einwohner oft ihre Eigenständigkeit betonten. Die Forschung der Vergangenheit der Sprachinsel schritt voran, u. a. vom in Bielitz geborenen Walter Kuhn, vollendet mit der Eröffnung der Monographie Geschichte der deutschen Sprachinsel Bielitz (Schlesien) im Jahr 1981.
Im Zweiten Weltkrieg wurde die Grenze des Landkreises Bielitz zur Skawa verschoben, ein Echo eines früheren Entwurfs. Bielsko und Biala wurden zum ersten Mal als eine Stadt mit etwa 54.000 Einwohnern zusammengemeindet, was fast die ganze Sprachinsel ohne Wilamowice umfasste.
Nach dem Zweiten Weltkrieg, der u. a. die Flucht und Vertreibung Deutscher aus Mittel- und Osteuropa 1945–1950 zur Folge hatte, ist die Bielitz-Bialaer Sprachinsel untergegangen. Die vertriebenen Deutschen aus Bielitz-Biala und Umgebung haben in Lippstadt, Braunschweig, Hannover, Oldenburg sowie Donauwörth Heimatverbände gegründet. Ein Teil der Deutschen blieb in Polen, besonders in Wilamowice, wo derzeit das Wilmesaurische ungefähr 100 Muttersprachler, mehrheitlich ältere Leute, hat.

## Sprache

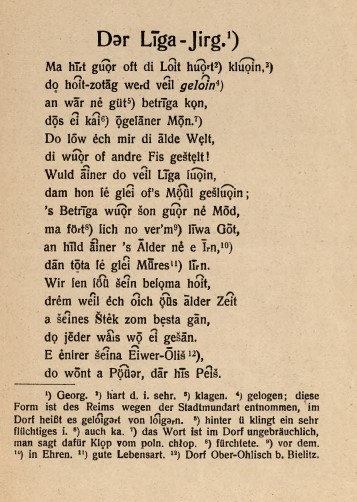
Das Gedicht Der Liega-Jirg in der phonetischen Schreibung von Friedrich Bock

Die Bielitzer Mundart war ein schlesisch-deutscher Dialekt. Die erste Beschreibung des Dialekts wurde 1860 vom Bialaer Arzt Jacob Bukowski in der Sammlung Gedichte in der Mundart der deutschen schlesisch-galizischen Gränzbewohner, resp. von Bielitz-Biala mit einem Glossar von Wörtern, veröffentlicht. Nach Bukowski hatte der Dialekt in Biala diese Eigenschaften:
- Suffix -a im Infinitiv an der Stelle von -en, z. B. kajfa (kaufen)
- Suffix -la im Diminutiv an der Stelle von  -lein oder -chen, z. B. Mäusla (Mäuschen)
- Doppelllaut ei und ai wurde als aih und oih ausgesprochen
- Formen aa oder oo, wo in Hochdeutsch au ist, z. B. bloo (blau), Baam (Baum)
- Ersetzung von eu mit ee, z. B. freen (freuen)

Konjugation von sein, haben und werden im Präsens in der Bielitzer Mundart nach Bukowski:
|                          | sen  | hon  | wada/warda   |            | sen | hon | wada/warda     |
| ------------------------ | ---- | ---- | ------------ | ---------- | --- | --- | -------------- |
| 1. ech                   | bein | ho   | war/wad/ward | 1. wir/wer | sen | hon | wada/warda/wan |
| 2. du/de                 | best | host | werst/west   | 2. ihr/er  | set | hot | wad’t/ward’t   |
| 3. har/a, se/sei, es/eis | ei   | hot  | wet/werd     | 3. sei/se  | sen | hon | wan/warda/waba |

Es gab Lehnwörter aus dem Polnischen wie: pailza (Fingerchen, polnisch paluszek), verzamekajn (schließen, poln. zamknąć, zablokować) und zofa-gratsch (Rückwärtsschritt, poln. krok w tył, im Sinn cofać się, zurückgehen).
Friedrich Bock, der Autor von Der Liega-Jirg. Gedicht in der Bielitzer Mundart aus dem Jahr 1916, machte mit dem Beispiel der Wörter die Augen und der Baum auf große Unterschiede in einzelnen Orten der Sprachinsel aufmerksam. In Ober-Kurzwald, Alt-Bielitz und Kamitz wurden sie die Auga und der Baum, während in Ohlisch, Kunzendorf, Bielitz und Biala zu die Aaga und der Baam wurden.
In der Doppelstadt unterschied Bock die zwei Formen des Dialekts:
- voll – pauerisch (bauerisch), damals schon im Niedergang; sieben wurde als seiwa ausgesprochen; Diminutive Forme: -a; nein – naj;
- halb – mittelbar zwischen dem pauerischen und dem Hochdeutsch; sieben wurde als siebm ausgesprochen; Diminutive Forme: -le, -el und -erle; nein – näh;

Alt Bielitz (Stare Bielsko) galt als das Dorf, wo die reinste Form des Dialekts am längsten gesprochen wurde (siehe auch die Karte von Karl Freiherr von Czörnig (1855), wo Alt-Bielitz der einzige Ort völlig pink ist).

### Alznerisch und Wilmesaurisch
Die Dialekte von  galizischen Hałcnów (Alzenau) und Wilamowice (Wilmesau) sollen gesondert behandelt werden. Der weniger bekannte Dialekt von Alzenau war mit dem Wilmesaurisch verwandt, war jedoch näher der Bielitzer Mundart.
| Altsnerisch                     | Hochdeutsch                       |
| ------------------------------- | --------------------------------- |
| Ech von ü Bülts-Biala.          | Ich wohne in Bielitz-Biala.       |
| ’S ret scho nimant altsnerisch. | Es redet niemand mehr alznerisch. |